# Фелан, Лиззи
Элизабет «Лиззи» Фелан (англ. Lizzie Phelan, урождённая Кокер (англ. Cocker) — британская независимая военная журналистка и репортёр. Сотрудничает с Russia Today, Press TV, Pravda.ru, Сетью Вольтер.
Известна своими репортажами с фронтов Гражданской войны в Ливии в 2011 году.